# Matías Quetglas
Matias Quetglas es un pintor figurativo perteneciente al grupo de realistas españoles nacidos en la postguerra. Nació en Ciudadela el 1946. Hizo su primera exposición a los dieciocho años en su ciudad de origen. Luego se traslada a Madrid donde ingresa en la Escuela de Bellas Artes. 

## Carrera artística

### Pintura
En los años setenta empieza a exponer en diferentes ciudades españolas y europeas, como Madrid, Oviedo, París y Estocolmo. Y en los ochenta inicia una serie de viajes a Italia que le sirven para conocer la pintura clásica y profundizar en las técnicas pictóricas. 
En sus primeras obras, el estilo de Quetglas se relaciona con diferentes corrientes del realismo como el hiperrealismo, el realismo mágico y el surrealismo. En ese inicio sus composiciones están inspiradas en la figura humana que empieza a adquirir una presencia importante, que posteriormente será uno de los temas más recurrentes. Entre estas obras podemos destacar L’actor amateur (1975) y Berenar amb ensaimada (1976).
En la década de los ochenta inicia una serie de autorretratos de un pintor y una modelo. En las últimas obras de esta etapa es frecuente que aparezca el mismo pintor y la misma modelo que parece ser su mujer, María Antonia. De esta manera, el pintor enseña su mundo, su vida dentro del estudio y sus diferentes experiencias plásticas. 
La realidad inmediata se substituye por paisajes y modelos imaginarios donde el entorno del artista ya no es el protagonista. Empieza a aparecer la figura desnuda de la mujer con el sentido de representar la armonía y la comprensión, para él es una transposición de humanismo, de enseñar la naturaleza humana en sentido espiritual.
El perfil de estas figuras cogen un canon griego, pues recuerdan a la tradición clásica. Otro tema dentro de este periodo son las parejas entrelazadas, como las obras Gran escena passional (1984) y Conversa amorosa (1985). Así, la figura se utiliza para poder plasmar las relaciones humanas como el odio, el amor y la pasión. Al final de los ochenta, siguiendo fiel a este estilo, son frecuentes las parejas en la playa y bañistas, que también aparecen en los noventa. Es entonces, cuando transforma la realidad en una visión sugestiva rodeada de una atmósfera metafísica llena de alusiones y símbolos de su entorno.

### Escultura
Una etapa muy importante para su carrera es cuando su gran interés por el cuerpo humano le conduce a la escultura. Su estilo es conocido por la exageración del volumen de los cuerpos y figuras de grandes dimensiones, define el contorno y el volumen con gran libertad, lo que provoca que a veces las figuras adquieran algunas desproporciones. Utiliza colores muy característicos como el verde y el amarillo entre los años 1995 y 2005. Durante este periodo reside en Italia, donde acaba influido por la pintura renacentista y barroca. 
Una escultura muy destacada es el bronce Tors Mític (1985) y Gran cap de freixe (1994) siguiendo los cánones clásicos. Su última escultura monumental que hizo en Menorca es Talia que se encuentra en el exterior del Teatro Principal de Mahón. Representa una figura femenina, con dos máscaras de teatro en la mano, una representa la tragedia y la otra la comedia.

### Grabado
Quetglas también cultiva el grabado, tiene obras como Perfil rojo y Abrazo.

## Exposiciones
Matías Quetglas ha celebrado un gran número de exposiciones individuales en España, como en Barcelona, Madrid, Granada y Valladolid entre otros, y fuera de ella como París, Estocolmo, Goteborg, Milán, Burgos y Roma, todas obteniendo un gran éxito por su forma de pintar y expresarse. 

### Exposiciones en Menorca
Pero de entre todas ellas se destacan las celebradas en Menorca su lugar de origen:
En Menorca se han hecho muestras antológicas de la obra de Queglas en los años 1985, 1995, 2005 y 2017.
Encontramos su obra en el Consejo Insular de Menorca, en el Ayuntamiento de Ciudadela y en el Museo de Menorca.
- 1965 Casino de Ciudadela.

- 1966 Círculo Artístico de Ciudadela.

- 1980-1983 Galería Retxa en Ciudadela.

- 1986 Iglesia del Rosario en Ciudadela.

- 1995-1996 Exposición itinerante por las islas Baleares en la que se incluye Menorca.